# Strophurus krisalys
Strophurus krisalys — вид геконоподібних ящірок родини диплодактилідів (Diplodactylidae). Ендемік Австралії.

## Поширення і екологія
Strophurus krisalys поширені на заході Квінсленду, за винятком південного заходу. Вони живуть в рідколіссях, саванах і чагарниках. Ведуть напівдеревний або деревний спосіб життя. Відкладають яйця.